# Abgabenlast
Die Abgabenlast ist
- die Summe der Steuern und Sozialversicherungsbeiträge, die ein einzelner Arbeitnehmer zu tragen hat (Grenzsteuersatz, Durchschnittssteuersatz, Grenzabgabenlast),
- die Summe der Steuern und Sozialversicherungsbeiträge, die auf einem Durchschnittslohn lasten,
- die Summe der Steuern und Sozialversicherungsbeiträge, die eine Volkswirtschaft zu tragen hat (Steuerquote, Abgabenquote).

Je nach Herangehensweise weisen die einzelnen Belastungsindikatoren erhebliche Unterschiede auf. Aufgrund unterschiedlicher Ansätze sind gesamtwirtschaftliche und individuelle Belastungsindikatoren nicht vergleichbar.

## Abgabenlast eines Arbeitnehmers nach Steuerklassen
Die Abgabenlast eines Arbeitnehmers ergibt sich aus der Summe von Lohnsteuer, Solidaritätszuschlag, ggf. Kirchensteuer und Beiträgen zu gesetzlichen Sozialversicherung.

## Abgabenlast eines Durchschnittsverdieners
Das Bundesfinanzministerium veröffentlicht alljährlich eine Datensammlung zur Steuerpolitik. Sie enthält eine Übersicht über das verfügbare Einkommen von Arbeitnehmern mit Durchschnittseinkommen und bildet für verschiedene Haushaltstypen die Steuer- und Abgabenbelastung ab. Die Durchschnittseinkommen ergeben sich aus den Bruttojahreslöhnen sämtlicher Beschäftigter – auch der Geringverdiener (Teilzeitkräfte, „Minijobber“, Auszubildende etc.) – geteilt durch die Gesamtzahl der Arbeitnehmer. Die Einbeziehung von Geringverdienern führt zu deutlich niedrigeren durchschnittlichen Bruttolöhnen als der OECD-Publikation „Taxing Wages“ zugrunde liegen. Die Steuern und Abgaben umfassen die Lohnsteuer, den Solidaritätszuschlag und die Sozialabgaben.

## Abgabenlast nach VGR
Steuerquoten und Abgabenquoten in der Abgrenzung der VGR beruhen auf dem Europäischen System Volkswirtschaftlicher Gesamtrechnungen – ESVG. Die nach diesem System ermittelten Steuern und Sozialabgaben werden ins Verhältnis zum nominalen BIP gesetzt und ergeben so die gesamtwirtschaftliche Steuer- bzw. Abgabenquote. Die VGR-Quoten ermöglichen Vergleiche zwischen verschiedenen Staaten. In der VGR-Abgrenzung werden die Erbschaftsteuer, Mehrwertsteuer-Eigenmittel und Zölle nicht berücksichtigt, was die VGR-Quoten verringert. Kindergeld, Eigenheimzulage und Investitionszulagen werden nicht mit den Steuereinnahmen verrechnet, sie erhöhen daher die VGR-Quoten. Gleiches gilt für „fiktive Sozialbeiträge“ des Staates für seine Beamten, freiwillige Sozialbeiträge und Zahlungen zwischen den Versicherungsträgern. In der VGR werden die Steuern und Sozialbeiträge dem Zeitraum der Entstehung der Verpflichtung zur Zahlung der Steuer/Abgabe zugeordnet (entstehungsmäßige Erfassung).

## Abgabenlast im internationalen Vergleich

### OECD
Die „Revenue Statistics“ der OECD enthalten einen Vergleich der Belastungsstrukturen der Steuersysteme in verschiedenen OECD-Staaten mit Hilfe gesamtwirtschaftlicher Steuerquoten. Jährlich im Frühjahr veröffentlicht die OECD die Publikation „Taxing Wages“. Diese Publikation enthält einen Vergleich der Belastung typisierter Arbeitnehmerhaushalte mit Steuern und Sozialabgaben in den OECD-Staaten. Die Belastungsquoten basieren auf einer Simulation der Lohnsteuerberechnung. Errechnet wird die Steuer- und Abgabenbelastung für acht Haushaltstypen, die sich nach Familienstand, Kinderzahl und Einkommenshöhe unterscheiden. Es wird angenommen, dass neben dem Arbeitslohn keine weiteren Einkünfte vorliegen, individuelle Besonderheiten können nicht berücksichtigt werden. Bei den deutschen Arbeitnehmerhaushalten wird nur die Werbungskostenpauschale angesetzt. Als Sonderausgaben werden nur die gesetzlichen Sozialversicherungsbeiträge berücksichtigt. Kirchensteuer wird nicht einbezogen. In einigen OECD-Staaten wird das Kindergeld – anders als in Deutschland – nicht als Steuerabzug behandelt, die Kindergeldzahlungen werden dann als „Transferzahlungen“ in die Berechnung der Indikatoren einbezogen.
Laut der OECD-Studie „Taxing Wages“ aus dem Jahr 2014 zählt Deutschland (nach Belgien und Österreich) zu den drei Ländern mit der höchste Abgabenlast durch Steuern und andere Abgaben innerhalb der OECD.

### EU
Belastungsrechnungen für die Steuersysteme in der EU und in Norwegen auf Basis gesamtwirtschaftlicher Daten veröffentlicht die EU-Kommission jährlich im Sommer ihre Publikation „Taxation trends in the European Union“. Das Steueraufkommen wird entstehungsmäßig in der Abgrenzung der VGR angesetzt, d. h. Kindergeld, Eigenheimzulage, Investitionszulage, Altersvorsorgezulage und Arbeitnehmersparzulage sind nicht abgezogen. Abweichend zu den VGR sind zusätzlich auch Erbschaftsteuer, Mehrwertsteuer-Eigenmittel und Zölle enthalten. Bei den Sozialabgaben werden -anders als in den VGR- freiwillige Sozialbeiträge der Selbständigen und Nichterwerbstätigen und unterstellte Sozialbeiträge der Beamten nicht berücksichtigt.

## Abgabenlast nach Einkommensgruppen in Deutschland
Stefan Bach (stellvertretender Leiter der Abteilung Staat des DIW mit den Arbeitsschwerpunkten Finanz- und Steuerpolitik, Sozialpolitik, Einkommens- und Vermögensverteilung) hat die Verteilung der Abgabenlast auf Arm und Reich untersucht und in Relation zum jeweiligen Einkommen gesetzt:
| Quantile  | Haushalts- brutto-äquivalenz-einkommen Untergrenze (€/Monat) | Haushalts-brutto-einkommen | Einkommen- und Unter- nehmen- steuern | Verbrauch-steuern | Steuern gesamt | Sozial-beiträge | Gesamt-abgaben- last | Abwei- chung |
| --------- | ------------------------------------------------------------ | -------------------------- | ------------------------------------- | ----------------- | -------------- | --------------- | -------------------- | ------------ |
| 1. Dezil  | 0                                                            | 2,6                        | 0,0                                   | 5,4               | 2,4            | 0,7             | 1,6                  | - 1,0        |
| 2. Dezil  | 966                                                          | 3,7                        | 0,1                                   | 6,3               | 2,9            | 2,6             | 2,7                  | - 1,0        |
| 3. Dezil  | 1 324                                                        | 4,9                        | 0,5                                   | 7,3               | 3,5            | 4,3             | 3,9                  | - 1,0        |
| 4. Dezil  | 1 671                                                        | 5,7                        | 1,1                                   | 8,3               | 4,3            | 5,8             | 5,0                  | - 0,7        |
| 5. Dezil  | 1 993                                                        | 7,0                        | 2,1                                   | 9,0               | 5,2            | 7,7             | 6,3                  | - 0,7        |
| 6. Dezil  | 2 389                                                        | 8,0                        | 3,9                                   | 9,4               | 6,4            | 9,6             | 7,9                  | - 0,1        |
| 7. Dezil  | 2 798                                                        | 9,7                        | 6,6                                   | 10,2              | 8,2            | 12,1            | 10,1                 | + 0,4        |
| 8. Dezil  | 3 343                                                        | 11,7                       | 10,3                                  | 11,7              | 10,9           | 15,5            | 13,1                 | + 1,4        |
| 9. Dezil  | 4 019                                                        | 14,5                       | 16,1                                  | 12,7              | 14,6           | 19,0            | 16,6                 | + 2,1        |
| 10. Dezil | 5 271                                                        | 32,1                       | 59,1                                  | 19,7              | 41,5           | 22,8            | 32,8                 | +0,7         |
| Gesamt    |                                                              | 100,0                      | 100,0                                 | 100,0             | 100,0          | 100,0           | 100,0                |              |
| Top 1,0 % | 12 892                                                       | 9,9                        | 25,8                                  | 4,4               | 16,3           | 1,7             | 9,5                  | - 0,4        |
| Top 0,1 % | 36 885                                                       | 4,3                        | 12,1                                  | 1,6               | 7,4            | 0,1,            | 4,0                  | −0,3         |

Deutlich progressiv sind die direkten Steuern: von Dezil zu Dezil ansteigend. Dagegen wirken die indirekten Steuern stark degressiv. Somit verläuft die gesamte Steuerbelastung im unteren Abschnitt degressiv und erst im oberen progressiv; ebenso die Gesamtbelastung, jedoch mit Ausnahme des obersten Dezils, in dem das Überschreiten der Beitragsbemessungsgrenze bei der Sozialversicherung zu sinkender Belastung führt. Bach weist noch darauf hin, dass die Progression der Steuerbelastung für die Reichen überzeichnet sein dürfte, da sowohl die einbehaltenen Unternehmensgewinne als auch Gewinne und Kapitaleinkommen aus dem (niedriger besteuerten) Ausland nicht erfasst sind.
Deutlich ist zu sehen, dass sich die überdurchschnittlichen „Leistungsträger“ der Gesamtabgabenbelastung in den Dezilen 7 bis 10 befinden. Wobei die Dezile 5 bis 9 zur Sozialversicherung „zuschießen“, hingegen das 9. und 10. Dezil durch die direkten Steuern.
Ganz aus dem Rahmen fallen allerdings die Superreichen; die – im Gegensatz zu den „nur Reichen“ – geradezu Nutznießer dieser Umverteilung sind, indem sie im Verhältnis zum Einkommen unterdurchschnittlich herangezogen werden.